# Мытница (Киевская область)
Мы́тница (укр. Митниця) — село, входит в Васильковский район Киевской области Украины.
Население по переписи 2001 года составляло 779 человек. Почтовый индекс — 08643. Телефонный код — 4571. Занимает площадь 2,703 км². Код КОАТУУ — 3221485601.

## Местный совет
08643, Киевская обл., Васильковский р-н, с.Мытница, ул.Ленина,13

## История
Село Мытница было в составе Васильковской волости Васильковского уезда Киевской губернии. В селе была Николаевская церковь.

## Известные уроженцы
Тонковид, Иван Сергеевич (1914—2003) — полный кавалер ордена Славы.